# Volume 5: Poetry for the Masses (Sea Shed Shithead by the She Sore)
Volume 5: Poetry for the Masses (SeaShedShitheadByTheSheSore) is de vijfde Desert Sessions-mini-lp van het project van Josh Homme.
De teksten op nummers A2, A3 & A5 zijn de resultaten van een wedstrijd.

## Tracklist en sessiemuzikanten
A:1. "You Think I Ain't Worth a Dollar, But I Feel Like a Millionaire" – 2:53
- Zang en Drinky Poo's - Mario Lalli
- Basgitaar en gitaar - Josh Homme
- Drum - Brant Bjork

A:2. "Letters to Mommy" – 3:42
- Tekst van Little Bobby Sherwood, El Monte, Californië
- Drum - Fred Drake
- Piano - Dave Catching
- Yamaha (keyboard) - Josh Homme
- Zang - Blag Jesus

A:3. "I'm Dead" – 1:37
- Tekst van Keri Mathers, Salt Lake City, Utah
- Zang - Pierre Pressure (Nick Oliveri)
- Basgitaar - Carlo Von Sexron (Josh Homme)
- Drum - Gene Troutman
- Gitaar - Dave 'The Catch' (Dave Catching)

A:4. "Punk Rock Caveman Living in a Prehistoric Age" – 3:28
- Zang - Blag Jesus
- Drum 1 - Gene Troutman
- Drum 2 - Adam Maples
- Gitaar - Dave 'The Catch' Catching
- Basgitaar - Josh Homme

A:5. "Goin to a Hangin" – 5:33
- Tekst van Teddy Quin, Joshua Tree, Californië
- Zang - Teddy Quinn
- Gitaar en Basgitaar - Tony Mason
- Fluffygitaar en andere geluiden - Dave Catching
- Drum en andere geluiden - Schneeble

## Sessiemuzikanten
- Josh Homme: basgitaar, gitaar, Yamaha, zang, drum en percussie
- Fred Drake: drum en percussie
- Dave Catching: piano, gitaar en zang
- Brant Bjork: drum, gitaar en percussie
- Mario Lalli: zang
- Blag Dahlia: zang
- Gene Trautmann: drum en percussie
- Barrett Martin: drum
- Adam Maples: drum
- Teddy Quinn: zang
- Tony Mason: gitaar en basgitaar